# Tornik'e Kipiani
Tornik'e Kipiani (in georgiano თორნიკე ყიფიანი?; Tbilisi, 11 dicembre 1987) è un cantante e compositore georgiano.
Avrebbe dovuto rappresentare la Georgia all'Eurovision Song Contest 2020 con il brano Take Me as I Am, ma in seguito all'annullamento dell'evento a causa della pandemia di COVID-19, è stato confermato come rappresentante nazionale per l'edizione del 2021, dove ha cantato You.

## Biografia
Nato nella capitale georgiana, ha iniziato a farsi conoscere al grande pubblico nel 2014, partecipando alla prima edizione di X Factor Georgia. Dopo aver superato le audizioni è entrato a fare parte della categoria "Over 25" capitanata dalla cantante greco-georgiana Tamta. Superata la fase degli Home Visit, Tornik'e ha acceduto alle fasi Live del programma, dove è giunto fino in finale, venendo proclamato vincitore del programma.
Il 20 gennaio 2017 Kipiani ha partecipato in coppia con Giorgi Bolotashvili, oltre ad altri 24 artisti, al programma di selezione nazionale georgiano per l'Eurovision Song Contest 2017. Il duo si è piazzato al terzultimo posto con il brano You Are My Sunshine.
Nel 2019 è stato concorrente della seconda edizione di Georgian Idol. Il talent show è stato utilizzato come programma di selezione per la ricerca del rappresentante eurovisivo nazionale. Ha vinto la serata finale del 31 dicembre, ottenendo il 33,82% dei voti su quattro concorrenti, e di conseguenza ha vinto il diritto di rappresentare il suo paese all'Eurovision Song Contest 2020 a Rotterdam, nei Paesi Bassi. Il suo brano, intitolato Take Me as I Am, è stato presentato il 2 marzo 2020. Nonostante l'annullamento dell'evento due mesi prima a causa della pandemia di COVID-19, Tornik'e è stato riconfermato come rappresentante georgiano per l'edizione del 2021; il suo nuovo brano eurovisivo, You, è uscito a marzo 2021. Nel maggio successivo, Tornik'e Kipiani si è esibito nella seconda semifinale eurovisiva, piazzandosi al 16º posto su 17 partecipanti con 16 punti totalizzati e non qualificandosi per la finale.

## Discografia

### Album
- 2016 – Luck

### Singoli
- 2017 – You Are My Sunshine (con Giorgi Bolotashvili)
- 2020 – Take Me as I Am
- 2021 – You